# Mulan (film, 2020)
Pour les articles homonymes, voir Mulan (homonymie).
Ne doit pas être confondu avec Mulan.
Pour plus de détails, voir Fiche technique et Distribution.
Mulan est un film américain réalisé par Niki Caro et sorti en 2020. Il s'agit d'un remake du film d'animation du même nom sorti en 1998. Il met en scène le personnage de Mulan inspirée du personnage légendaire et folklorique Hua Mulan.
Le film s'inscrit donc dans une volonté de Walt Disney Pictures d'adapter en prises de vues réelles ses films d’animation, à l'instar du Livre de la jungle (2016), La Belle et la Bête (2017), Aladdin (2019), ou encore Dumbo (2019). Il est ainsi le 17e remake en prise de vues réelles d'un classique d'animation Disney.
Le film permet à Disney d'expérimenter un changement radical de stratégie en annulant, dans un contexte marqué par la pandémie de Covid-19, une sortie en salles pourtant prévue de longue date au profit d'une sortie sur sa plateforme Disney+. Cette décision est inédite pour un film Disney d'un tel budget et crée, dans les pays concernés dont la France, une vive émotion chez les exploitants de salles ainsi que des interrogations sur l'industrie cinématographique.

## Synopsis
Dans la Chine impériale, Hua Mulan est une fille aventureuse et active, à la grande déception de ses parents Zhou et Li, qui espèrent qu'un jour elle sera mariée à un bon mari. En tant que jeune femme, Mulan s'arrange pour rencontrer une entremetteuse pour démontrer sa forme physique en tant que future épouse. Mulan, agitée, tente de verser du thé devant l'entremetteuse, mais une araignée effraie la sœur cadette de l'ancien, Xiu, provoquant accidentellement un accident qui détruit la théière, conduisant l’entremetteuse à déclarer qu’elle apportera la honte sur toute sa famille.
Au nord, un avant-poste impérial est envahi par des guerriers Rouran, sous la direction de Böri Khan. Ils sont assistés par la sorcière métamorphe Xianniang, qui utilise sa magie pour se faire passer pour un soldat survivant et rapporter l'attaque à  l'Empereur de Chine ; il décrète une conscription à chaque homme de chaque famille du pays doit intégrer l'armée impériale pour combattre les forces de Khan. Les soldats impériaux arrivent au village de Mulan pour recruter des recrues et Zhou est forcé de s’y engager car il n'a pas de fils, tombant immédiatement devant les soldats à cause de sa jambe infirme. Réalisant que son père n'a aucune chance de survie, Mulan s'enfuit avec son armure, son cheval et son épée pour prendre sa place au combat en prenant le nom de Hua Jun. Mulan arrive au camp d'entraînement, qui est dirigé par le commandant Tung, un vieux camarade de Zhou. Aux côtés de dizaines d'autres recrues inexpérimentées, elle devient finalement un soldat entraîné sous sa tutelle sans révéler sa féminité.
L'armée de Böri Khan continue d'avancer, forçant Tung à mettre fin à l'entraînement tôt et à envoyer son bataillon au combat. Mulan poursuit des troupes toute seule, mais est confrontée à Xianniang, qui se moque d'elle pour avoir prétendu être un homme et lui explique que c’est à cause de ça qu’elle n’arrive pas à utiliser son Ch'i . Elle tente de tuer Mulan, mais ses attaques sont arrêtées par le cuir avec lequel la poitrine de Mulan avait été liée pour cacher son identité. Mulan enlève son déguisement masculin et revient à la bataille juste au moment où les Rourans commencent à attaquer ses troupes avec un trébuchet. Mulan utilise des casques mis au rebut et ses compétences de tir à l'arc pour faire manœuvrer le trébuchet afin qu'il tire sur une montagne enneigée, déclenchant une avalanche qui enterre les Rourans. Mulan retourne au camp et sauve Chen Honghui, un des soldats avec qui elle s'est liée d'amitié dans le camp. Mulan décide de révéler son sexe au commandant Tung, qui l'expulse de l'armée.
Sur le chemin du retour, elle est confrontée à Xianniang, qui révèle qu'elle a également été reniée par son peuple pour les mêmes raisons et se bat pour Böri Khan uniquement parce qu'il la traite comme un égal. Elle lui propose de marcher sur ses traces afin d'être reconnue pour ce qu'elle est enfin. De plus, elle révèle que les attaques contre les avant-postes ont été une diversion, car le véritable plan de Böri Khan est de capturer et d'exécuter l'empereur pour avoir fait tuer son père. Mulan refuse l’offre de Xianniang et lui reproche de servir un chef ignoble en la personne de Böri Khan qui l'exploite comme une esclave et qui ne lui propose qu'une « niche » à côté de son trône.
Ignorant le risque d'être exécutée, Mulan retourne dans son bataillon pour l'avertir de la capture imminente. Le commandant Tung s’apprête à l’exécuter mais les soldats (avec qui elle s'est liée d'amitié) prennent sa défense, et Tung décide de la croire et lui permet de diriger une unité au palais de l'empereur.
Xianniang utilise sa magie pour prendre l’apparence du chancelier impérial et persuade l'empereur d'accepter le défi de Böri Khan au combat unique, tout en retirant les gardes de la ville de leurs postes. Les gardes sont assassinés et les Rourans se préparent à brûler l'Empereur vif. L'unité de Mulan distrait les Rourans tandis que Mulan va sauver l'empereur. Böri Khan essaie de lui tirer une flèche, mais Xianniang, nouvelle alliée de Mulan et désenchantée par le Khan, se transforme en faucon et se sacrifie en interceptant la flèche. Mulan tue Böri Khan, mais pas avant qu'il ne l'ait désarmée et ait détruit l'épée de son père. Elle libère l'empereur, qui propose de la laisser rejoindre sa garde personnelle. Elle refuse l'offre et retourne dans son village.
Mulan est réunie avec sa famille. Un émissaire de l'empereur, sous la direction du commandant Tung, arrive pour présenter une nouvelle épée à Mulan, tout en faisant une demande personnelle pour qu'elle rejoigne l'armée impériale en tant qu'officier.

## Fiche technique
Sauf indication contraire, les informations mentionnées dans cette section peuvent être confirmées par la base de données cinématographiques IMDb,  présente dans la section « Liens externes ».
- Titre original : Mulan
- Réalisation : Niki Caro
- Scénario : Lauren Hynek, Rick Jaffa, Elizabeth Martin et Amanda Silver, d'après Mulan et la légende Hua Mulan
- Musique : Harry Gregson-Williams
- Direction artistique : Ian Gracie
- Décors : Grant Major
- Costumes : Bina Daigeler
- Photographie : Mandy Walker
- Montage : David Coulson
- Production : Chris Bender, Tendo Nagenda, Jason Reed et Jake Weiner
  - Production déléguée : William Kong, Barrie M. Osborne et Jessica Virtue
- Société de production : Walt Disney Pictures
- Société de distribution : Walt Disney Studios Distribution
- Budget : 290 millions de dollars[1]
- Pays d'origine :  États-Unis
- Langue originale : anglais
- Format : couleur
- Genre : aventures, fantastique
- Durée : 115 minutes
- Dates de sortie[2] :
  - États-Unis : 9 mars 2020 (avant-première mondiale) ; 4 septembre 2020 (achat digital via Disney+) ; 4 décembre 2020 (streaming via Disney+) ; 10 novembre 2020 (en DVD)
  - Canada, Québec : 4 septembre 2020 (achat digital via Disney+) ; 4 décembre 2020 (streaming via Disney+)
  - France : 4 décembre 2020 (streaming via Disney+), 11 juin 2021 (en DVD)
- Classification :
  - États-Unis : PG-13 (interdit aux moins de 13 ans)[3]
  - France : Tout publics[4]
  - Belgique : Potentiellement préjudiciable jusqu'à 12 ans[3]

## Distribution
- Liu Yifei (VF : Claire Baradat ; VQ : Célia Gouin-Arsenault) : Hua Mulan, alias Hua Jun
- Yoson An (en) (VF : Stéphane Fourreau ; VQ : Nicolas Bacon) : Chen Honghui
- Gong Li (VF : Yumi Fujimori ; VQ : Sofia Blondin) : Xianniang
- Donnie Yen (VF : Antoine Schoumsky ; VQ : Frédéric Millaire-Zouvi) : commandant Tung
- Jason Scott Lee (VF : Xavier Fagnon ; VQ : Louis-Philippe Dandenault): Böri Khan
- Jimmy Wong (VF : Anthony Carter ; VQ : Louis-Philippe Berthiaume) : Ling
- Doua Moua (VF : Sébastien Desjours ; VQ : David Strasbourg) : Po
- Jun Yu (VF : Alexandre Nguyen ; VQ : Charles Sirard-Blouin) : Cricket
- Ron Yuan (VF : David Krüger ; VQ : Patrick Chouinard) : le sergent Qiang
- Chen Tang (VF : Marc Arnaud ; VQ : Gabriel Lessard) : Yao
- Utkarsh Ambudkar : Skath
- Chum Ehelepola : Ramtish
- Jet Li (VF : Pierre-François Pistorio ; VQ : Thiéry Dubé) : l'Empereur de Chine
- Xana Tang (VF : Lila Lacombe ; VQ : Myriam Debonville) : Hua Xiu, la petite sœur de Mulan
- Tzi Ma (VF : Michel Dodane ; VQ : Carl Béchard) : Hua Zhou, le père de Mulan
- Rosalind Chao (VF : Danièle Douet ; VQ : Michèle Lituac) : Hua Li, la mère de Mulan
- Cheng Pei-pei (VF : Cathy Cerda ; VQ : Nathalie Cavezzali) : la marieuse
- Nelson Lee (VF : Valentin Merlet) : le chancelier
- Hoon Lee (VF : Pierre Tessier) : le magistrat des villageois
- Crystal Rao (VQ : Lorie-Ann Piché) : Jeune Mulan

Version française :
Société de doublage : Dubbing Brothers ; adaptation des dialogues : Houria Belhadji ; direction artistique : Hervé Bellon
Version québécoise :
Société de doublage : Difuze Inc. ; adaptation des dialogues : Thibaud de Courrèges et Bérangère Rouard ; direction artistique : Maël Davan-Soulas

## Production

### Genèse et développement

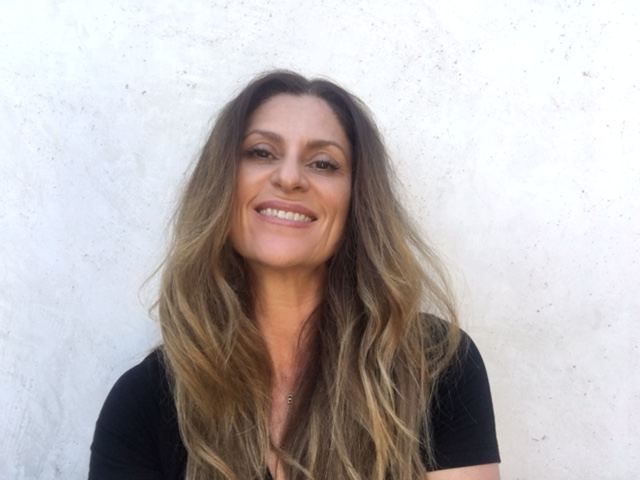
La réalisatrice Niki Caro, ici en 2017

Dès 2010, Walt Disney Pictures exprime son envie de développer une adaptation en prises de vues réelles et en 3D de son film d'animation Mulan (1998), avec l'actrice chinoise Zhang Ziyi dans le rôle-titre et Chuck Russell à la réalisation. Un tournage était alors annoncé pour octobre 2010, mais le projet est repoussé. En mars 2015, The Hollywood Reporter rapporte que le projet est relancé, avec Chris Bender et J. C. Spink à la production et un scénario écrit par Elizabeth Martin et Lauren Hynek. En octobre 2016, il est annoncé qu'Amanda Silver et Rick Jaffa vont procéder à des réécritures. Alors que le script initial contenait des personnages non-Chinois, Disney révèle que la nouvelle version signée par Amanda Silver et Rick Jaffa ne contient que des Chinois comme personnages principaux.
Pour le poste de réalisateur, Disney cherche initialement une personnalité asiatique, notamment le Taïwanais Ang Lee, qui refuse la proposition, occupé par la promotion de Un jour dans la vie de Billy Lynn. Le réalisateur explique cependant qu'il apprécie l'idée de voir un Asiatique réaliser un tel film. Disney contacte ensuite le Chinois Jiang Wen, avant qu'en février 2017, la Néo-zélandaise Niki Caro soit choisie.

### Attribution des rôles

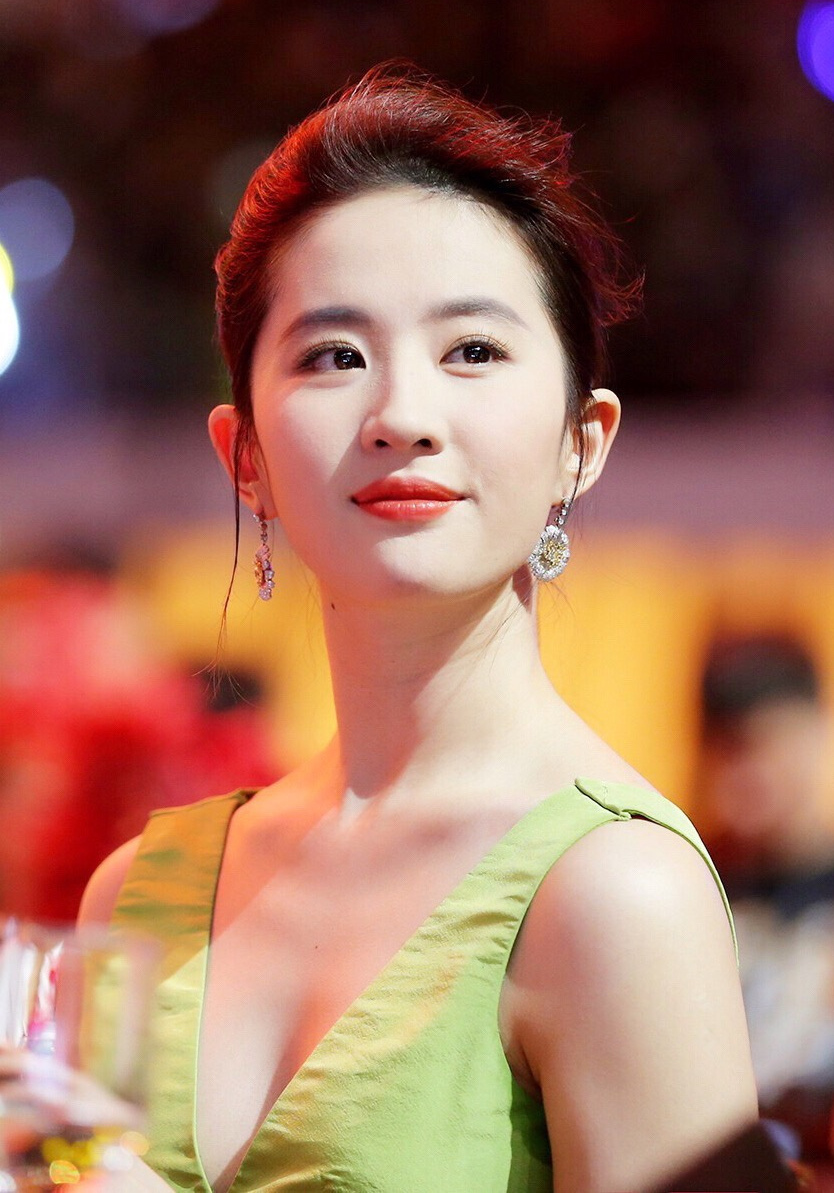
Liu Yifei

Alors que plusieurs films hollywoodiens sont accusés de « whitewashing » (littéralement « blanchir à la chaux ») sur Internet, Mulan est scruté avec intérêt. Une pétition en ligne, intitulée « Tell Disney You Don't Want A Whitewashed Mulan! » (« dites à Disney que vous ne voulez pas une Mulan blanchie »), reçoit près de 100 000 signatures. En octobre 2016, Disney annonce un immense casting pour trouver une actrice chinoise pour le rôle-titre.
En novembre 2017, Liu Yifei est officiellement choisie pour incarner Mulan parmi près de 1 000 candidates auditionnées à travers le monde. Ce choix est célébré par beaucoup d'internautes, appréciant la diversité dans un film Disney.
En avril 2018, Donnie Yen, Gong Li, Jet Li, Xana Tang rejoignent eux aussi la distribution,. En mai 2018, Utkarsh Ambudkar et Ron Yuan sont officialisés, suivis par Yoson An et Chum Ehelepola en juin 2018. En juillet 2018, c'est au tour de Jason Scott Lee d'obtenir un rôle. En août 2018, Tzi Ma, Rosalind Chao, Cheng Pei-Pei, Nelson Lee, Jimmy Wong et Doua Moua rejoignent à leur tour la distribution,.

### Tournage
Le tournage débute le 13 août 2018 et se déroule en Nouvelle-Zélande et en Chine,.

## Musique
La musique originale est composée par Harry Gregson-Williams. Le thème principal Loyal Brave True est chanté par Christina Aguilera. Le générique de fin Reflection est interprété en anglais par Christina Aguilera et en mandarin par Liu Yifei.

## Sortie et accueil

### Stratégie de sortie
Lors de l'annonce du projet, le film devait sortir le 2 novembre 2018 aux États-Unis. Néanmoins, pour laisser plus de temps à la production, il fut repoussé au 27 mars 2020, Casse-Noisette et les Quatre Royaumes prenant sa place en novembre 2018.
L'avant-première mondiale du film s'est déroulée le 9 mars 2020 au Théâtre Dolby. À cause de la pandémie de Covid-19, qui a entraîné la fermeture des salles de cinéma un peu partout dans le monde, le film est repoussé au 24 juillet 2020, prenant la place libérée par Jungle Cruise, avant d'être à nouveau repoussé au 21 août 2020. Néanmoins, en juillet 2020, Walt Disney Pictures retire totalement le film de son planning de sorties partout dans le monde.
Par la suite, le studio dévoile que la sortie du film au cinéma est annulée aux États-Unis et dans une grande partie du monde. Dans les pays concernés, le film sera diffusé sur le service Disney+ : Il sera dans un premier temps disponible en achat digital, dit Accès premium, en plus du prix de l'abonnement au service à partir du 4 septembre 2020 ; puis en accès classique, inclut dans le prix de l'abonnement sans frais supplémentaire, à partir du 4 décembre 2020. En France, le service ne proposera pas l'accès premium et ajoutera le film en ligne en accès classique le 4 décembre 2020.
Dans les pays n'ayant pas accès à Disney+, comme la Chine, le film conserve sa sortie en salles,.

### Appels au boycott
Le hashtag « BoycottMulan » s'est rapidement répandu pendant l'été 2019 après les déclarations de l'actrice principale, Liu Yifei, soutenant le gouvernement de Pékin lors des émeutes de Hong Kong (2019) : « Je soutiens la police de Hong Kong. Vous pouvez tous m’attaquer maintenant. Quelle honte pour Hong Kong ». Le militant pro-démocratie Joshua Wong déclare notamment : « j’appelle tous ceux qui croient dans les droits de l’Homme à boycotter Mulan », et la militante pro-démocratie Agnes Chow est érigée par certains comme la vraie figure de Mulan.
Le film crée à nouveau la polémique lors de sa sortie, remerciant au générique de fin la province chinoise du Xinjiang où quatre journées de tournage ont eu lieu, cette province étant à l’origine de l’internement forcé de la minorité musulmane ouïghoure.

### Critique
(mai 2021).
Le contenu est difficilement compréhensible vu les erreurs de traduction, qui sont peut-être dues à l'utilisation d'un logiciel de traduction automatique.
L'agrégateur d'avis Rotten Tomatoes rapporte que 72 % des 307 avis critiques étaient positifs, avec une note moyenne de 6,70 / 10. Le consensus critique du site disait : « Il aurait pu raconter son histoire classique avec plus de profondeur, mais le live-action Mulan est une merveille visuelle qui sert de mise à jour émouvante à son prédécesseur animé. ». Sur Metacritic, le film a un note moyenne pondérée de 66 sur 100 sur la base de 52 critiques, indiquant « des avis généralement favorables ».
Richard Roeper du Chicago Sun-Times a attribué au film trois étoiles et demie sur quatre, louant « la distribution fine, l'action passionnante et les visuels spectaculaires » et l'écriture : « C'est un film tellement beau, avec un incroyable des décors et une action éblouissante et des couleurs si vives qu'elles éblouiraient une usine Crayola, elle jouera toujours bien sur votre moniteur domestique. Il y a tellement de superbes nuances d'orange et de magenta, de bleu et de jaune, c'est comme si nous voyions ces couleurs pour la première fois ». Kate Erbland d'IndieWire a donné au film un « B + », l'appelant une « épopée d'action remarquable qui trace son propre chemin » et a écrit : « Mulan est peut-être le meilleur exemple de la façon d'épouser l'original. « La ballade de Mulan » a toujours été une histoire épique sur le pouvoir d'être soi-même dans un monde qui n'est pas prêt à accepter cela, une histoire qui aura probablement toujours une résonance. »
Leah Greenblatt de Entertainment Weekly a donné au film un B + et l'a décrit comme « le conte d'un héros classique (ine), exaltant dans ses décors élaborés et ses ambitions à grande échelle, même lorsque la petite histoire humaine qui s'y trouve échoue parfois. ». Écrivant pour Variety, Peter Debruge a déclaré : « D'une part, le résultat n'est pas immédiatement reconnaissable comme « un film de Disney », mais il n'établit pas non plus sa propre signature narrative ou visuelle, comme Tarantino l'a fait lors du remixage d'influences asiatiques pour Kill Bill. C'est du pur pastiche, car Caro et son équipe volent sans vergogne des films d'action de kung-fu, de cinquième génération et de Hong Kong, incorporant également des touches d'anime et de Bollywood ». Mick LaSalle du San Francisco Chronicle a écrit : « Mulan est un esprit lifter, et bien qu'il n'arrive pas comme prévu, il ne pourrait pas arriver à un meilleur moment », en disant « Partout dans Mulan, il y a des plans d'une telle splendeur visuelle que les téléspectateurs reprendront leur souffle. En un, la brume matinale se dissipe et révèle une armée au loin, avec ses drapeaux et ses couleurs, un spectacle effrayant mais étrangement beau. ». Justin Chang du Los Angeles Times a écrit : « Mulan est un confusion héroïque, qui suscite à la fois un soupir déçu et un signe de tête appréciateur. Il pose un jalon des progrès accomplis et des progrès à venir. ». Aja Romano de Vox a écrit : « Le remake de Mulan jette tout ce qui est génial dans le classique animé de Disney et ne livre rien de nouveau. » et « les quelques points lumineux de Mulan ne peuvent pas le sauver d'une écriture maladroite ». Anupama Chopra, rédacteur en chef de Film Companion, a écrit : « Mulan aurait dû être un bien meilleur film. J'ai adoré l'original animé de 1998. La version en direct n'a pas de chansons ou le dragon impertinent et parlant Mushu. Les rythmes sont prévisibles et il est décidément étrange de voir des Chinois parler avec des accents américains. Mais je suis un amateur d'histoires père-fille. »

### Critique du public chinois
Mulan a été mal accueilli par la critique et le public chinois. Le film a obtenu 4,7 sur 10 sur le site de notation Douban après ses débuts, mais en décembre 2020, 5,0. Les critiques de Douban ont soutenu que le film avait des personnages plats et une histoire fade avec des détails qui n'avaient pas de sens. De nombreuses personnes semblaient également insatisfaites de la manière dont le film traite certains éléments culturels chinois. L'une des plaintes les plus courantes concernant le film est son traitement du Qi. Le Qi est une idée traditionnelle des arts martiaux et de la médecine chinoise concernant le flux d'énergie d'une personne. Mais dans Mulan, le qi devient un pouvoir magique que possède l'héroïne éponyme. Ce pouvoir est cependant limité par la malhonnêteté, empêchant Mulan de réaliser son plein potentiel jusqu'à ce qu'elle se dépouille de son déguisement d'homme. D'autres téléspectateurs chinois se sont plaints de la composition de certains personnages, affirmant qu'elle reflétait les stéréotypes occidentaux de la Chine, plutôt que d'être le reflet de la culture chinoise réelle.
Yanni Chow et Carol Mang de Reuters ont écrit que le film avait reçu « un accueil terne à Hong Kong » au milieu des appels des militants pro-démocratie pour un boycott.

## Suite
En avril 2020, il a été annoncé qu'une suite de Mulan était en développement avec Chris Bender, Jason T.Reed et Jake Weiner de retour en tant que producteurs.

## Distinctions

### Nominations
- Oscars 2021 : Meilleurs effets visuels
- Oscars 2021 : Meilleurs costumes